# Данаил Кирилов
Данаил Димитров Кирилов е български юрист и политик от партия ГЕРБ. Служи като народен представител от парламентарната група на ГЕРБ в XLII, XLIII и XLIV народно събрание и председател на Комисията по правни въпроси от ноември 2014 г. до април 2019 г., когато е назначен за министър на правосъдието.

## Биография
Данаил Кирилов е роден на 25 юни 1970 година в Димитровград. Дипломира се в специалност право в Софийския университет. Започва кариерата си като адвокат, като през 1998 – 1999 г. защитава бившия премиер Жан Виденов.
- Началник на кабинета на Костадин Паскалев, Министър на регионалното развитие и благоустройство в кабинета Сакскобургготски (2001 – 2003 г.)
- Общински съветник от БСП, София (2003 – 2009 г.)
- Областен управител на Област София от ГЕРБ (2009 – 2013 г.)
- Народен представител от ГЕРБ (XLII, XLIII, XLIV народно събрание)
- Член на Комисията по правни въпроси в Парламента (11.09.2013 – 05.08.2014 г.) [1]
- Председател на Комисията по правни въпроси в Парламента (27.11.2014 г. – 26.01.2017 г.[2] и 10.05.2017 г. – 05.04.2019 г.)[3]
- Министър на правосъдието (05.04.2019 – подал оставка на 27.08.2020г.)

## Парламентарна дейност
Под ръководството на Данаил Кирилов Правна комисия приема и променя редица ключови закони, включително Изборния кодекс, Закона за банковата несъстоятелност, Закона за съдебната власт, Наказателно-процесуален кодекс.

### Антикорупционен закон
През декември 2018 г. след предложение за промени в антикорупционния закон, внесено от Кирилов, Гражданската колегия на Върховния касационен съд (ВКС) излиза с тълкувателно решение, че антикорупционната комисия (КПКОНПИ) не може да води дело за конфискация срещу някого, ако прокурорското обвинение – повод за сезиране на КПКОНПИ, отпадне. Комисията по правни въпроси обаче приема промени в закона, според които антикорупционната комисия може да предявява искове и в такива случаи.
В отговор, група от 70 юристи изпращат отворено писмо до Кирилов. Според тях антикорупционният закон „се явява бухалка срещу неудобните за властта личности“.
Юристите настояват за съблюдаване на разделението на властите и критикуват извънредното законодателство, предложено от Кирилов, „грубото погазване на гражданските права“, даването на правомощия на прокуратурата да влияе върху работата на съдилища и „да се меси в законно регламентирана проверка от висшестоящ съд“.
Друго предложение, внесено от Данаил Кирилов и Хамид Хамид през декември 2018 г. е общинските съветници да не попадат под обхвата на антикорупционния закон. Три месеца по-късно те оттеглят същото предложение.

### Избирателен кодекс
На 14.02.2019 г. Кирилов предлага премахване на преференциалното гласуване. Дни по-късно аргументира връщането му.

### Наказателно-процесуален кодекс
При промени в Наказателно-процесуалния кодекс от 2017 г., Кирилов заявява „Поел съм грижата да бъда предложител на тези идеи“, което дава основание на журналисти да го критикуват за прокарване на лобистки закони.